# معركة مجدو (القرن الخامس عشر ق.م)
```
دارت 
معركة مجدو
 (القرن الخامس عشر قبل الميلاد) بين القوات 
المصرية
 تحت قيادة 
الفرعون
 
تحتمس الثالث
 وائتلاف كبير من المتمردين 
الكنعانيين
 تحت قيادة ملك 
قادش
.
[
1
]
 وتعتبر أول 
معركة
 تم تسجيلها في الوثائق المقبولة تاريخيا. معركة مجدو هي أيضا أول معركة يتم فيها استخدام 
القوس المركب
، كما أنها أول معركة يتم فيها إحصاء عدد القتلى.
[
2
]
 جميع تفاصيل المعركة تأتي من مصادر مصرية وبشكل رئيسي الكتابات 
الهيروغليفية
 على جدران قاعة الحوليات في معبد آمون رع في 
الكرنك
، 
طيبة
 ( 
الأقصر
) عن طريق كاتب الجيش (تجانيني).
```

تُرجع الحسابات المصرية تاريخ المعركة إلى اليوم الحادي والعشرين من الشهر الأول في الموسم الثالث أو في السنة الثالثة والعشرين من حكم تحتمس الثالث. تم ادعاء أن ذلك كان في السادس عشر من أبريل من عام 1457 قبل الميلاد طبقا لحساب السنوات المتوسط، على الرغم من أن بعض الحسابات الأخرى أرجعت تاريخ المعركة إلى 1482 قبل الميلاد أو 1479 قبل الميلاد. انتهت معركة مجدو بانتصار مصري وأسفرت عن هزيمة قوات الكنعانيين والتي فرت إلى الأمان في مدينة مجدو مما نتج عنه حصار مجدو الطويل.
مع إعادة تأكيد الهيمنة المصرية في الشام، بدأ تحتمس الثالث عهده الذي وصلت فيه الإمبراطورية المصرية إلى أقصى توسع لها.

## حوليات تحتمس الثالث
خلال حملة تحتمس الثالث الأولى في الشام، رافقه كاتبه الخاص تجانيني والذي احتفظ بمخطوطته اليومية. تقريبا في السنة الثانية والأربعين من حكمه أي بعد فترة طويلة من نهاية حملته العسكرية على الشام، أمر تحتمس الثالث الفنانين بكتابة ونقش حملاته العسكرية على جدار معبد آمون رع في الكرنك. تصف الحوليات تفاصيل 14 حملة عسكرية قادها تحتمس الثالث في الشام، والغنائم الكبيرة التي كسبها خلال حملاته، والضرائب التي تلاقها من الأراضي التي غزاها، وأخيرا العطايا إلى آمون رع. ترتيب التصوير يوحي بإيمان المملكة الحديثة بتدخل الآلهة في الأعمال الحربية حيث تم تقديم المدح والثناء للآلهة لمساعدتها في الحرب.
بالإضافة إلى ذلك، فإن الحوليات تُظهر التأثيرات المستمرة لمعركة مجدو. فبعد انتصار تحتمس الثالث في معركة مجدو وبعد حملاته الناجحة في الشام في العشرين سنة التالية، بدأ ظهور قوة مصر على الساحة العالمية كقوى عظمى وتطورها إلى إمبراطورية وهو ما كان واضحا في الحوليات. تُظهر التصويرات الدبلوماسية العالمية خلال استقبال الهدايا من بابل ومن الإمبراطورية الحثية، وغيرهما من القوى الكبيرة والمسيطرة في ذلك الوقت.

## الحملة ضد ممالك كنعان
بدأ الفرعون تحتمس الثالث عهدا والذي وصلت فيه الإمبراطورية المصرية إلى أكبر اتساع لها من خلال تعزيزات طويلة الأمد للتواجد المصري في الشام. بعد الانتظار بفارغ الصبر لنهاية وصايته على العرش من قبل فرعون مصر حتشبسوت، استجاب على الفور بإخماد ثورة من الحكام المحليين بالقرب من قادش في محيط سوريا الحديثة. مع محاولة الحيثيين تغيير الإقطاعيات في أرض العموريين، استجاب تحتمس الثالث وتعامل مع التهديد بنفسه شخصيا. يُعتقد أن الكنعانيين تحالفوا مع الميتاني والعموريين من منطقة النهرين بين منابع نهري العاصي و الأردن. كانت القيادة والمحرك الرئيسي وراء هذه الثورات هو ملك قادش. وفرت قلعة قادش القوية حماية له وللمدينة. انضم ملك مجدو صاحب القلعة القوية أيضا إلى التحالف. كانت أهمية مجدو في موقعها الجغرافي على طول الحافة الجنوبية الغربية من مرج ابن عامر فقط وراء جبل الكرمل والبحر الأبيض المتوسط. من هذا الموقع سيطرت مجدو على طريق البحر وهو طريق التجارة الرئيسي بين مصر و بلاد ما بين النهرين.
بأتت النقوش المصرية عن الحملة على جدران معبد الكرنك من الجريدة اليومية التي كان يحتفظ بها الكاتب تجانيني خلال الحملة العسكرية. في النقوش المصرية قام تحتمس الثالث بتجميع جيش من العربات والمشاة ليصل عدد الجيش من عشرة آلاف إلى عشرين ألف رجل. مع حشد المصريين لقواتهم، قام ملك قادش بجمع قوات القبائل في سوريا وآرام وكنعان من حوله، لتصل قواته إلى عشرة ألاف إلى خمسة عشر ألف رجل،  والذين دخلوا مجدو لتستقر القوات في ميناء تاناخ. توقع ملك مجدو أن عدوه سيأتي من عن طريق دوثايم-تاناخ وهو الطريق الرئيسي من أراضي البحر المتوسط المنخفضة داخل وادي كيشون، ومن مصر إلى بلاد ما بين النهرين. تجمع الجيش على حدود قلعة تجارو (تُسمى شيلا في اليونانية) و وصل بعد عشرة أيام إلى مدينة غزة الموالية لهم. بعد يوم واحد من الراحة انتقل الجيش إلى مدينة يحيم والتي وصلوا إليها بعد أحد عشر يوما. هنا أرسل تحتمس كتائب الاستطلاع. من أجل المواصلة نحو الشمال، كان عليهم اجتياز جبل الكرمل والذي يقع خلفه مدينة وقلعة مجدو، حيث تجمعت القوات المتمردة. كان هناك ثلاث طرق محتملة من يحيم إلى مجدو. يوفر كل من الطريق الشمالي عن طريق مدينتي زفتي ويوكنيام، والطريق الجنوبي عن طريق تناخ طريقا آمنا للوصول إلى وادي جزريل. الطريق الأوسطعن طريق أرونا كان مباشرا أكثر إلا أنه أكثر خطورة حيث أنه يتبع طريقا ضيقا ولا يمكن للقوات سوى السير في صف واحد وقد يخاطر المصريون بفقد القوات شيئا فشيئا. دعا قادة الجيش تحتمس الثالث إلى أخذ أحد الطريقين الآمنين والابتعاد عن الطريق الأوسط، إلا أن تحتمس الثالث -وبالاعتماد على المعلومات الواردة من كتائب الاستطلاع- قرر أخذ الطريق الأوسط المباشر إلى مجدو حيث استنتج أنه إذا نصحه قادة الجيش بأخذ الطريق السهل فلابد من أن العدو سيفترض أنهم سيأخذون هذا الطريق، ولذا فقد قرر فعل الغير متوقع.
 ترك ملك قادش عدد كبير من قوات المشاة لحراسة الطريقين المحتملين وتجاهل طريق أرونا وهو الطريق الجبلي الضيق القادم من الجنوب. اختار تحتمس الطريق الجبلي الضيق خلال وادي عارة متجاهلا خطورة انتشار قواته في الجبال حيث من السهل أن يكونوا عرضة لكمين من العدو في الممرات الجبلية الضيقة حيث لن يستطيع إنقاذهم. ليقلل الخطورة، قاد تحتمس القوات بنفسه خلال أرونا. مع قوات المشاة والفرسان من خيالة الجبال يسيرون بجانبهم في الجبال للقبض على أي كتائب استطلاعية للعدو ولترك الطريق الرئيسي للعربات مما سمح لتحتمس بالسير سريعا. في وجود حماية خفيفة للمدينة، قاد تحتمس هجوما سريعا ممزقا المتمردين حيث دخل الوادي دون مقاومة. الآن أصبح الطريق ممهدا أمام الجيش المصري إلى مجدو، مع وجود أعداد كبيرة من الجيش المتمرد بعيدا نحو الشمال أو نحو الجنوب.

## المعركة والحصار

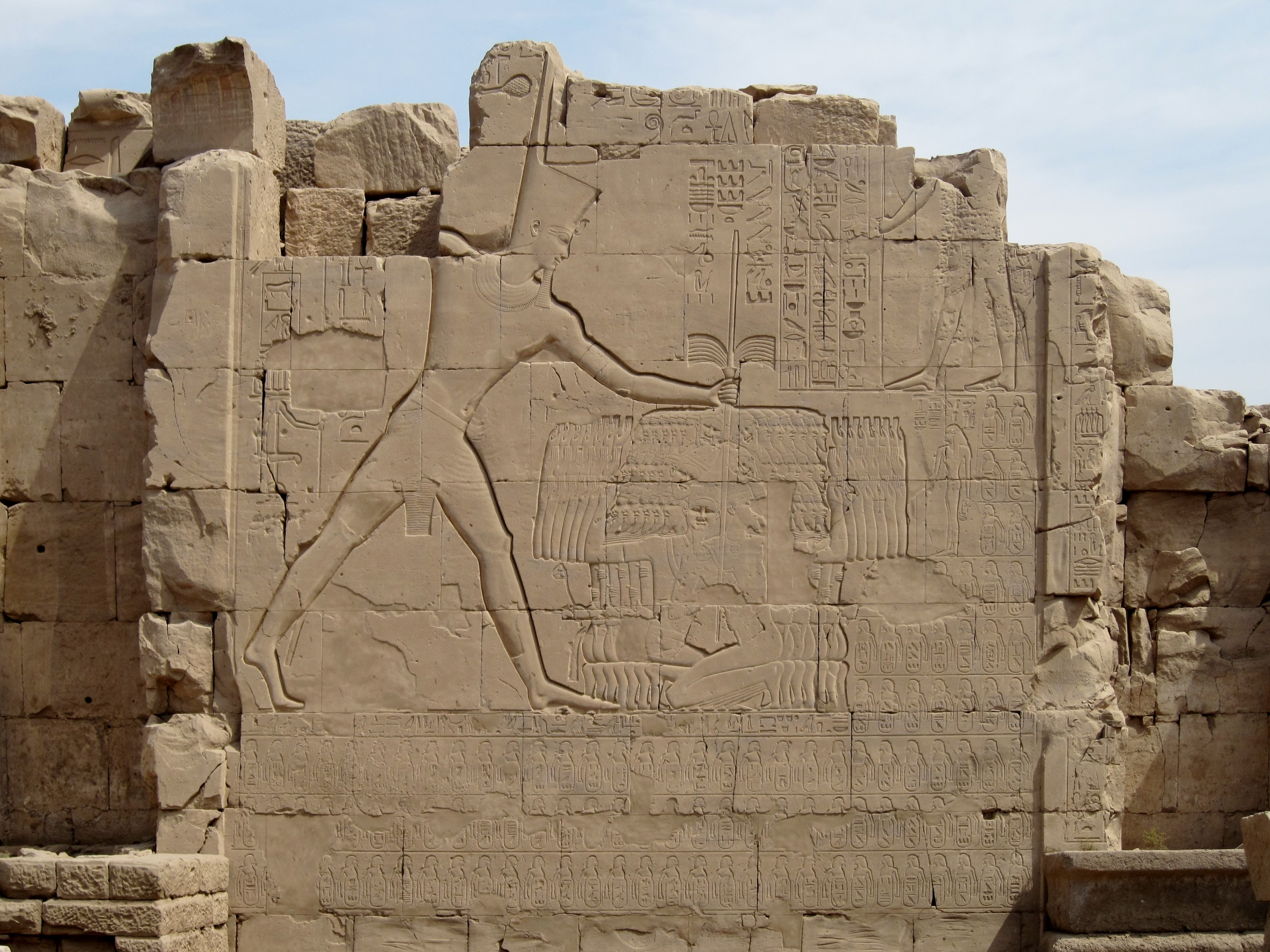
نحت بارز في معبد الكرنك يبين تحتمس الثالث وهو يذبح الأسرى الكنعانيين من معركة مجدو، القرن الخامس عشر قبل الميلاد.

اغتنم تحتمس الفرصة حيث أقام المعسكر في نهاية اليوم، ولكن أثناء الليل حشد قواته قريبا من العدو ليهاجم في صباح اليوم التالي. ليس من الواضح ما إذا استطاع ملك قادش المصدوم التحضير للمعركة. وحتى إذا كان استعد، فلن يفيده ذلك كثيرا الآن. على الرغم من أن قواته كانت على أرض مرتفعة قريبة من القلعة، إلا أن القوات المصرية كانت مرتبة في تشكيل مقعر مكون من ثلاثة أجنحة والتي هددت كلا من جانبي الكنعانيين. كانت تقدر أعداد كل من القوات المصرية والقوات الكنعانية بحوالي 1000 عربة و10000 من قوات المشاة. قاد الفرعون الهجوم من الوسط. المزيج من الموقع والعدد، وقدرات المناورة للجناح الأيسر، بالإضافة إلى هجوم مبكر قوي أضعف عزيمة العدو لتنهار قواته سريعا. هربت القوات القريبة من المدينة داخلها وأغلقوا البوابات خلفهم. 
بدأ الجنود المصريون نهب معسكر العدو. خلال ذلك استولوا على 924 عربة و200 درع. لسوء حظ المصريين، فقد استطاعت القوات الكنعانية المتناثرة بالإضافة إلى ملوك قادش ومجدو الانضمام إلى المدافعين داخل المدينة، حيث قام المدافعون داخل المدينة بمد الملابس المربوطة ببعضها من فوق الأسوار للجنود ليتسلقوا الأسوار ويدخلوا المدينة مما أضاع فرصة الاستيلاء السريع على المدينة من أيدي المصريين.
تم حصار المدينة لمدة سبعة أشهر ليهرب ملك قادش بعدها. حيث قام تحتمس بحفر خندق وسور خشبي مما أجبر أعداءه على الاستسلام. في الكرنك تم تسجيل أن الجيش المنتصر أعاد إلى الديار 340 أسيرا و2041 فرسا و6 فحول و924 عربة و200 درع و502 قوس و1929 من الماشية و22500 من الأغنام، بالإضافة إلى الدرع الملكي وخيمة ملك مجدو، وتم الاحتفاظ بالمدينة وسكانها. تم غزو عدد من المدن في وادي جيزريل وأُعيدت السيطرة المصرية عليها.

## النتائج
زادت هذه الحملة اتساع المملكة المصرية. كما كتب بول ك. دافيز: «مع تأكيد الهيمنة المصرية في كنعان، بدأ تحتمس الثالث عهدا وصلت فيه المملكة المصرية إلى أقصى اتساع لها كإمبراطوية.»[بحاجة لمصدر] طلب تحتمس الثالث من الملوك المهزومين أن يُرسل كل منهم ابنه إلى المحكمة المصرية. هناك حصلوا على تعليم مصري. وعندما عادوا إلى أوطانهم، حكموا بتعاطف مصري. إلا أن الانتصار في مجدو كان فقط البداية لتهدئة الأوضاع في الشام. حيث لم يتحقق الهدوء الفعلي إلا بعد عدة حملات عسكرية أخرى، والتي كانت سنوية تقريبا. أحد النتائج غير المتوقعة هي كلمة أرماجدو، والتي أتت من اسم مجدو.

## ملحوظات
- Cline، Eric H. (مايو 2002). The Battles of Armageddon: Megiddo and the Jezreel Valley from the Bronze Age to the Nuclear Age. University of Michigan Press. ISBN:978-0-472-06739-8. مؤرشف من الأصل في 2020-11-08. اطلع عليه بتاريخ 2010-10-26.
- Cline, Eric H., and O'Connor, David (2006). "Thutmose III: A New Biography". University of Michigan Press. (ردمك 0-472-11467-0)
- Dupuy, Trevor Nesbit (1990). The Evolution of Weapons and Warfare. DaCapo. (ردمك 0-306-80384-4)
- Dupuy, Richard Ernest, and Dupuy, Trevor Nesbit (1993). The Encyclopedia of Military History from 3500 B.C. to the Present. HarperCollins. (ردمك 0-06-270056-1)
- Redford، Donald B. (2003). The Wars in Syria and Palestine of Thutmose III. BRILL. ISBN:978-90-04-12989-4. مؤرشف من الأصل في 2020-09-25. اطلع عليه بتاريخ 2015-11-03.

## روابط خارجية
- وصف حديث لمعركة مجدو
- تحتمس الثالث - نابليون مصر القديمة (باللغة الألمانية)